# Odontopodisma
Az Odontopodisma a sáskafélék rendszertani családjának egyik neme. Az ide tartozó fajok Dél- és Közép-Európában élnek: Észak-Olaszországban, a Kárpát-medencében és a Balkánon.

## Fajok
A genusba 8 faj tartozik. Magyarországon a déli hegyisáska, a Schmidt-hegyisáska és a védett erdélyi hegyisáska képviseli.
- Odontopodisma acuminata Kis, 1962
- Odontopodisma albanica Ramme, 1951
- Odontopodisma carpathica Kis, 1961
- Odontopodisma decipiens Ramme, 1951 - déli hegyisáska
- Odontopodisma fallax Ramme, 1951
- Odontopodisma montana Kis, 1962
- Odontopodisma rubripes (Ramme, 1931) - erdélyi hegyisáska
- Odontopodisma schmidtii (Fieber, 1853) - Schmidt-hegyisáska